# Rhododendron calophytum
En Rhododendron calophytum har sin oprindelse i Kina i Sichuan og Yunnan i 1800 – 4000 meter.
Det er en stor busk/et lille træ med enorme blade på indtil 30 cm længde. Blomsten er hvid til pink i reglen med stor rød plet og tegning i april. Den kan have op til 30 blomster i standen. Det er en særdeles smuk bladplante, der tillige er en af de mest hårdføre storbladede arter. Den trives bedst i halvskygge og læ og bør beskyttes mod streng barfrost.